# Slobodan Dubajić
Slobodan Dubajić (serbisch-kyrillisch Слободан Дубајић; * 19. Februar 1963) ist ein ehemaliger serbischer Fußballspieler.

## Sportlicher Werdegang
Dubajić entstammt der Jugend von Proleter Zrenjanin. Für den seinerzeitigen jugoslawischen Zweitligisten debütierte der Abwehrspieler zu Beginn der 1980er Jahre in Erwachsenenbereich und wurde im Laufe der Jahre Stammspieler. 1990 stieg er mit der Mannschaft in die Prva Liga auf, wo sie als Tabellenvierter überraschte. 
Im Sommer 1991 wechselte Dubajić zum VfB Stuttgart und brachte es bis 1995 auf 116 Bundesligaeinsätze (sieben Tore). Der größte Erfolg seiner Karriere war der Gewinn der deutschen Meisterschaft 1992. Dabei war er ein wichtiger Leistungsträger der Stuttgarter Meistermannschaft, der in allen 38 Punktspielen in der Startelf stand und dabei nur zweimal ausgewechselt wurde.
In der Zeit beim VfB kam er auch zu seinem einzigen Einsatz für das jugoslawische Nationalteam: Bei einem Freundschaftsspiel gegen Brasilien am 23. Dezember 1994 (2:0 für Brasilien) stand er in der Aufstellung. Zuvor war er nach der Meistersaison im Sommer 1992 in den Kader für die Europameisterschaftsendrunde 1992 berufen worden, die jugoslawische Mannschaft wurde jedoch aufgrund der Jugoslawienkriege kurz vor Turnierbeginn suspendiert.
In der Saison 1996/97 folgte ein kurzes Gastspiel bei Zeytinburnuspor (vier Spiele, null Tore) in der türkischen Süper Lig. Anschließend wechselte Dubajić nach Japan, wo er für Brummell Sendai (ab 1999 Vegalta Sendai) 108 Spiele in der zweiten Division der J. League absolvierte (16 Tore). Dort beendete er 2000 auch seine Karriere.

## Erfolge
- Deutscher Meister 1992
- Supercupsieger 1992